# Corou de Berra
Pour les articles homonymes, voir Berra (homonymie).
 (octobre 2020).
Le Corou de Berra est un ensemble professionnel de chant polyphonique des Alpes du sud créé en 1986 sous la direction de Michel Bianco.

## La musique
« La montagne sépare les eaux et rassemble les hommes » : ce proverbe des Alpes du sud illustre parfaitement la situation du groupe. Depuis des siècles, les échanges permanents entre Provence, Pays niçois, Piémont et  Ligurie ont créé dans les Alpes du Sud une identité forte, riche de nombreuses spécificités. L'une d'elles concerne le chant choral, car dans cette région s'est développée une polyphonie vocale traditionnelle originale.
Le répertoire du Corou de Berra est en constante évolution : il va du chant traditionnel des Alpes du Sud dans sa plus pure expression jusqu'à des créations contemporaines. Mixte, trans-générationnel, poly-musical, le Corou de Berra rassemble des musiciens porteurs d'une richesse musicale complémentaire.

## Musique de film
Le Corou de Berra est sur la BO de Dogora, film de Patrice Leconte, réalisé sur une musique d’Étienne Perruchon.

## Discographie
- 1992 Péluenia (Arion Editeur)
- 1994 Asa Nisi Masa (Buda Musique)
- 1996 Tres e mes (Buda Musique)
- 1999 Volume 4 (Buda Musique)
- 2001 Caléna (Buda Musique)
- 2003 Miedjou (Buda Musique)
- 2005 Maschi, femmine cantanti (Forest Hill)
- 2005 Mirèio (Buda Musique)
- 2007 Au fil du temps (CDBP)
- 2008 10 (Buda Musique)
- 2009 Musica Sacra
- 2011 Canta ti passa / Michel Bianco
- 2013 Calèna (Édition 2013)
- 2014 La musique (presque) traditionnelle du Comté de Nice

## Livres
- 2015 Cansounié III, song book, 220 pages, partitions, textes & photos du répertoire du Corou de Berra

## Récompenses
Ces enregistrements ont obtenu les récompenses suivantes : 
- Choc du Monde de la Musique (Miedjou),
- Prix de la critique allemande (Asa Nisi Masa) ,
- 4 f de Télérama,
- Recommandé par Répertoires (Calena),
- Bravos de Trad Mag [réf. nécessaire]...

- 4 étoiles du Monde de la musique